# Marek Varisella

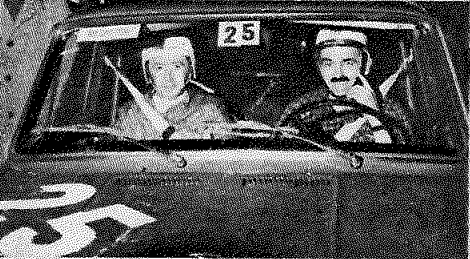
Marek Varisella za kierownica Polskiego Fiata 125p 1300 podczas 9 Rajdu Warszawskiego

Marek Stanisław Varisella (ur. 26 czerwca 1930 w Warszawie, zm. 25 czerwca 1997 w Nieporęcie) – polski kierowca rajdowy, uczestnik Rajdu Monte Carlo, Rajdu Warszawskiego, Press-on-Regardless Rally, zwycięzca Rajdu Barbórki, zwycięzca Rajdu Polski, Samochodowy Mistrz Polski, współzdobywca rekordu świata w jeździe na długim dystansie.
W 1960 Marek Varisella ukończył Rajd Monte Carlo, prowadząc Syrenę 101.
Wraz z Marianem Repetą seryjnym samochodem z dwucylindrowym silnikiem o mocy 28 KM i standardową skrzynią biegów, wzbogaconym jedynie w dodatkowe reflektory i pasy bezpieczeństwa, ukończył rajd na 99. miejscu na 149 sklasyfikowanych załóg. Druga załoga: Marian Zatoń z pilotem Stanisławem Wierzbą, rajdu nie ukończyła.
W 1973 Varisella wraz z 7 innymi rajdowcami pod kierownictwem Sobiesława Zasady pobił na autostradzie Legnica-Wrocław w Polskim Fiacie 125p trzy rekordy długodystansowe samochodów turystycznych w klasie do 1500 cm³. Poprzedni rekord utrzymywany był od 1952 przez samochód Simca Aronde. Uzyskana średnia prędkość przejazdu równa 138 km/h pozwoliła na pobicie rekordu na dystansach: 25 000 (23 czerwca) i 50 000 km (27 czerwca) oraz 25 000 mil należący wcześniej do Forda Cortiny (30 czerwca). Wyczyn był szeroko rozpropagowany przez środki masowego przekazu i przyczynił się do wzrostu eksportu fiatów 125p.

## Udział w filmach
- Życie na gorąco (1978)[9]
- 07 zgłoś się (1976)[10]